# AN/SPS-55

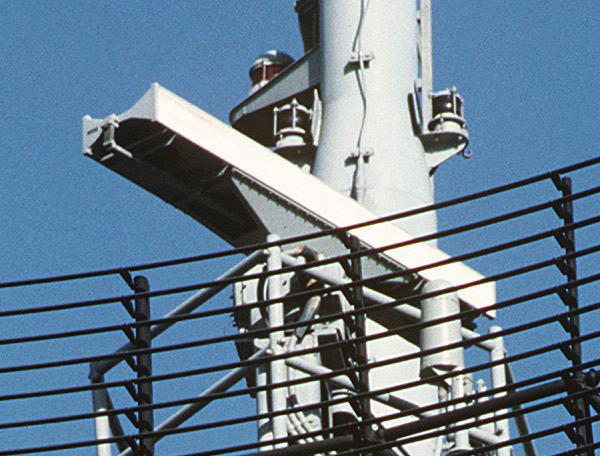
AN/SPS-55

Das AN/SPS-55 (JETDS-Bezeichnung) ist ein Navigations- und Oberflächensuchradar mittlerer Reichweite. Es wurde von dem US-Konzern Raytheon entwickelt, wird aber seit 1971 von Cardion Electronics (Teil von Ferranti Limited) produziert.

## Beschreibung
Das SPS-55 wurde hauptsächlich auf der Basis von Halbleiterelektronik entwickelt, mit Ausnahme des Magnetron, welches simultan zwei verschiedene Impulslängen erzeugen kann. Das Radar verfügt über mehrere unterschiedliche Betriebsmodi, um auch bei Störungen durch EloGm, Clutter oder Interferenzen einsatzfähig zu bleiben. Neben der üblichen linearen Polarisation kann auch auf eine zirkulare Polarisation umgeschaltet werden um Clutter durch starken Regen zu vermeiden. Des Weiteren können auch tieffliegende Luftziele erfasst und verfolgt werden. Aufgrund seiner modernen Bauweise ist das SPS-55 ein sehr zuverlässiges Radar. Statistisch gesehen kommt es nur alle 1.200 Stunden zu einem Systemausfall, wobei dies meist durch die Antennenmechanik hervorgerufen wird.

## Plattformen
Ticonderoga-Klasse, Oliver-Hazard-Perry-Klasse, Spruance-Klasse, Kidd-Klasse, Virginia-Klasse, Avenger-Klasse, Emory-S.-Land-Klasse

## Technische Daten
- Gewicht (über / unter Deck): 131 kg / 260 kg
- Antennenmaße (B x H): 1,8 m × 0,7 m
- Frequenzbereich: 9,05 – 10 GHz
- Impulsleistung: 130 kW
- Öffnungswinkel:
  - 1,5° Horizontal
  - 20° Vertikal
- Impulsfolgefrequenz: 750 oder 2250 Hz
- Sendezeit:
  - Langer Impuls: 1 µs
  - Kurzer Impuls: 0,12 µs
- Entfernungsauflösung:
  - Langer Impuls: 0,19 km
  - Kurzer Impuls: 0,02 km
- Antennenumlaufzeit: 3,75 s
- Antennengewinn: 31 dB
- Reichweite: >80 km
- Minimale Reichweite:
  - Langer Impuls: 0,27 km
  - Kurzer Impuls: 0,05 km